# Britten-Norman Trislander
Le Britten-Norman Trislander est un avion de lignes régionales trimoteur conçu et réalisé par l'avionneur britannique Britten-Norman dans les années 1970.

## Historique

### Développement

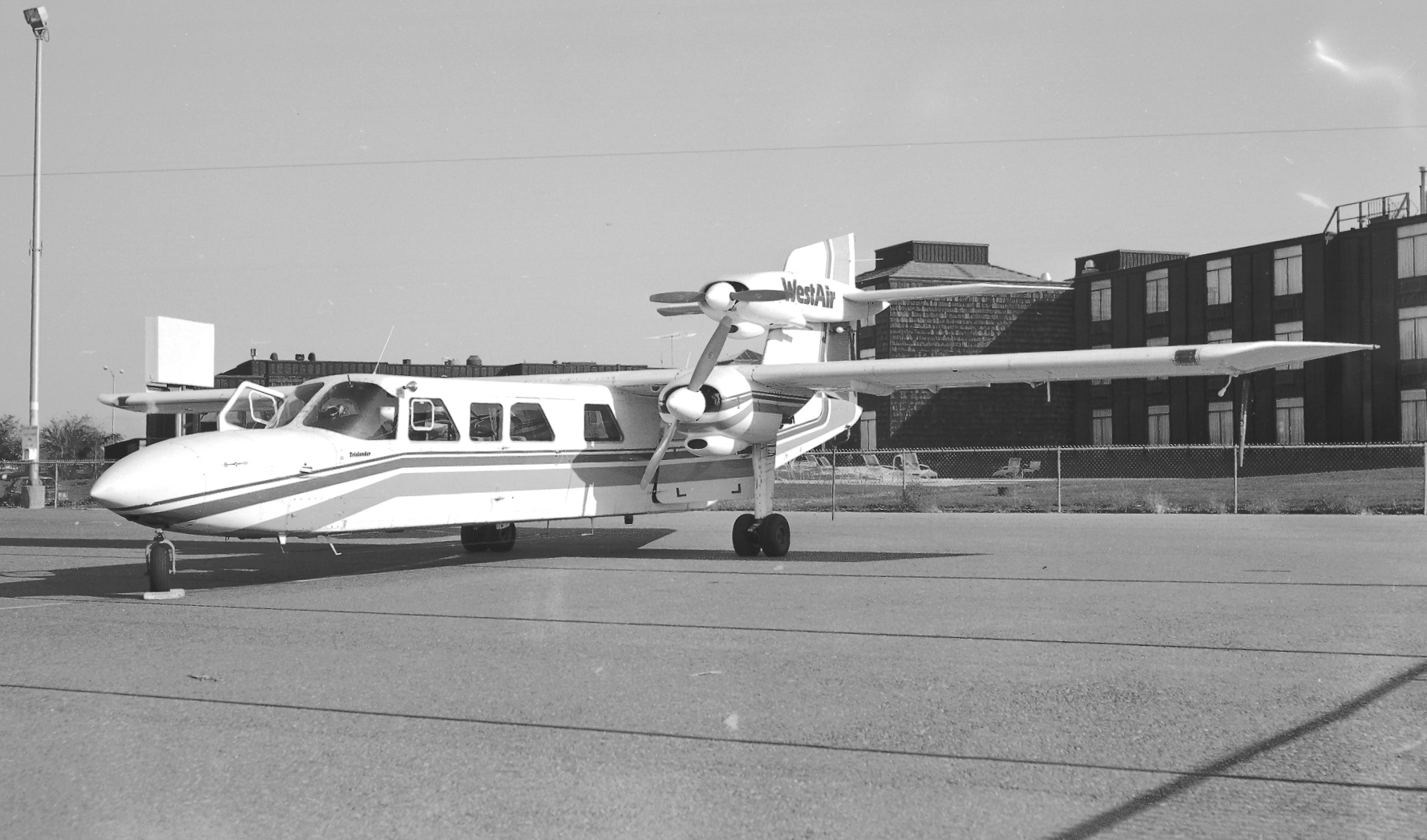
Britten-Norman Trislander immatriculé aux États-Unis.

En 1968 les responsables de la société Britten-Norman cherchèrent à développer une version rallongée de leur bimoteur Islander. Leurs études démontrèrent que l'attente de leur client était de l'ordre d'une capacité d'accueil en passagers accrue de 50%. Un tel écart nécessitait forcément le recours à un troisième moteur. Toutes les pistes furent alors envisagées : dans le nez à la manière d'un Savoia-Marchetti SM.79 italien ou au centre de l'aile comme sur le Dornier Do 24 allemand.
Les deux solutions n'étaient pas envisageables par les ingénieurs. La première aurait nécessité de redessiner en profondeur le train d'atterrissage et d'augmenter la garde au sol de l'avion. Quant à la seconde elle obligeait à revoir totalement l'aile haute en la surélevant au moyen de haubans.
Une solution radicale fut trouvée : installer le troisième moteur sur l'empennage, à la manière des triréacteurs comme le McDonnell Douglas DC-10 américain.
Le nouvel avion reçut naturellement le nom de Britten-Norman Trislander, c'est-à-dire d'Islander trimoteur. Le choix du positionnement de ce nouveau moteur impliqua une nouvelle approche de l'avion, et notamment des plans de son empennage, afin qu'il puisse supporter et soutenir ce troisième moteur. Le fuselage fut lui aussi redessiné afin de recevoir l'augmentation de passagers. En tout le fuselage fut rallongé de 2,29 mètres.
Finalement le prototype fut assemblé et put réaliser son premier vol le 11 septembre 1970. Il a été présenté quelques jours plus tard à l'édition 1970 du Salon de Farnborough. Le 6 mars 1971 ce fut au tour de l'avion de présérie de voler pour la première fois.
La certification aéronautique du Trislander intervint le 14 mai 1971.
La production de cet avion s'échelonna de 1971 à 1982, avec une période entre début 1973 et mi-1979 où elle fut confiée la société belge SONACA. La production en série totale du Trislander s'éleva à 72 exemplaires.

### Carrière commerciale
La carrière commerciale du Britten-Norman Trislander débuta le 29 juin 1971 par la livraison du premier avion de série à la compagnie aérienne britannique Aurigny Air Services. Par la suite l'avion fut principalement vendu à des compagnies aériennes nord-américaines, caribéennes, et européennes.

### Carrière militaire
À la différence de l'Islander, le Britten-Norman Trislander ne peut pas vraiment être qualifié d'avion militaire, sa carrière dans ce sens ne dépassa pas le seul et unique exemplaire utilisé entre 1973 et 2006 par la Force de défense du Botswana comme avion de liaisons et de transport d'état-major.

## Utilisateurs

### Utilisateurs commerciaux

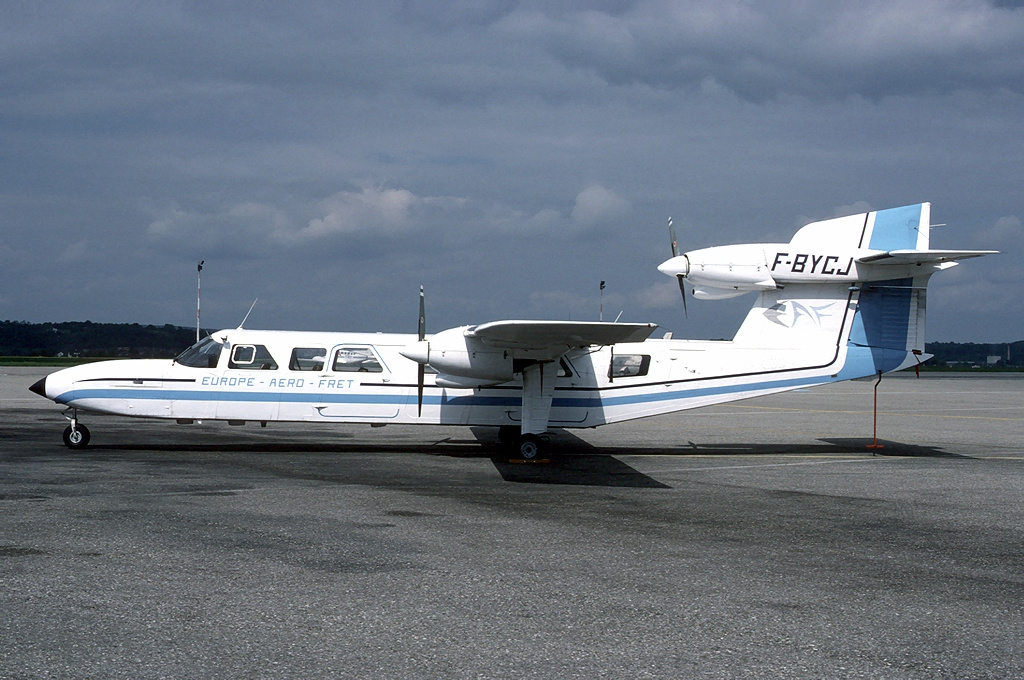
Britten-Norman Trislander de la compagnie française Europe Aero Fret.

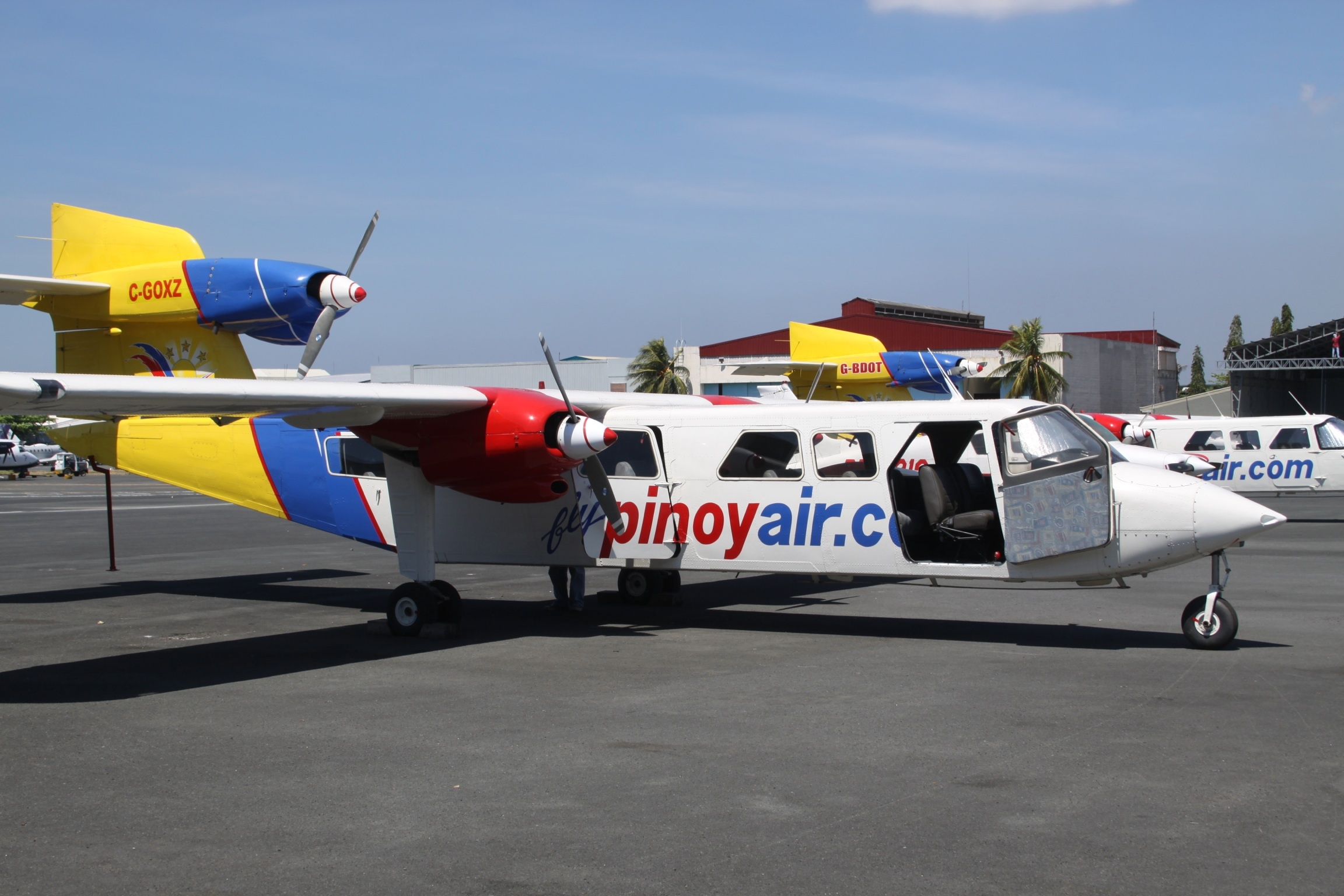
Britten-Norman Trislander de la compagnie philippine Pinoy Air.

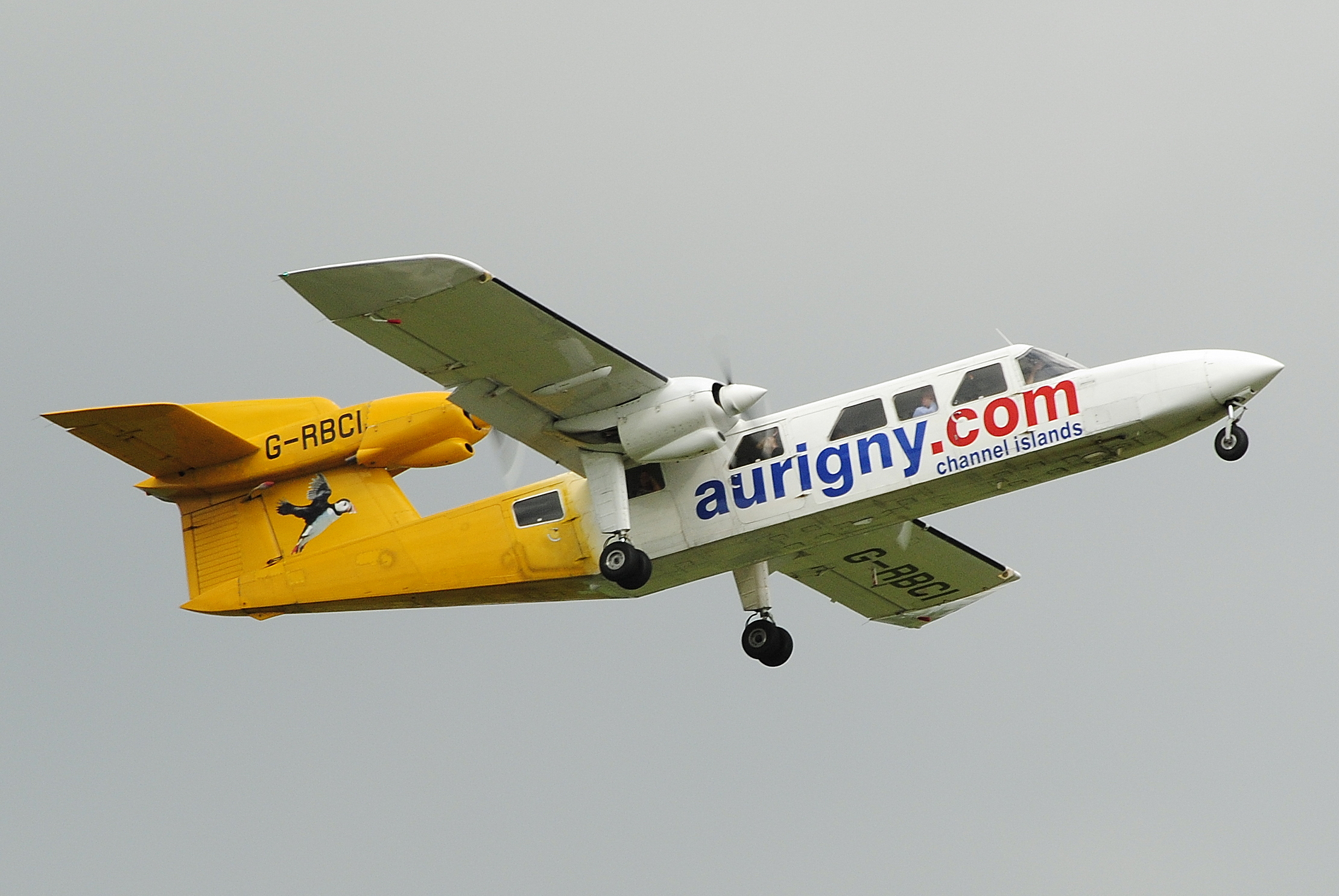
Britten-Norman Trislander en vol.

Parmi toutes les compagnies aériennes à avoir utilisé le Britten-Norman Trislander, on peut noter:
- LIAT.
- Air Queensland.
- Great Barrier.
- Air North.
- Slocum Air.
- Tri Air.
- West Air.
- Wings Airways.
- Air Saint Barthelemy.
- Europe Aero Fret.
- Vision Air Haïti.
- Air Jamaica Express.
- Pinoy Air.
- Air Pacific.
- Vieques Air Link.
- Air Écosse.
- Air Sarnia.
- Aurigny Air Services.
- Blue Islands.
- Cayman Airways.
- Emerald Airways.
- Kondair Cargo.
- Loganair.
- Lydd Air.
- Manx Airlines.
- Willow Air.
- Taiwan Airways.
- Transaven.

### Utilisateurs militaires et parapubliques
- Botswana : Force de défense du Botswana.
- Royaume-Uni : Scottish Ambulance Service[2].

### Accidents notables
- 9 février 1987 : Écrasement accidentel à la suite d'une panne de carburant[3], seul le pilote se trouvait à bord et il a survécu.
- 25 octobre 1991 : Crash d'un avion indonésien[4], le pilote et les seize passagers sont tués sur le coup. Il s'agit de la plus grave catastrophe aérienne impliquant[5] un Britten-Norman Trislander.

## Aspects techniques

### Description
Le Britten-Norman Trislander est avion trimoteur commercial régional britannique conçu intégralement en métal. Sa propulsion est assurée par trois moteurs à six cylindres à plat Lycoming O-540-E4C5 d'une puissance unitaire de 260 chevaux, entraînant chacun une hélice bipale métallique. Il est équipé d'un train d'atterrissage tricycle fixe. Le nez de l'avion, creux, renferme une soute destinée à recevoir les bagages des passagers. Ceux-ci prennent place dans une cabine située à l'arrière du cockpit biplace côte-à-côte.

### Versions
- Britten-Norman BN-2A Trislander : Désignation constructeur de l'avion.
  - Britten-Norman Trislander Mk.1 : Désignation de la première version de série, identique à l'avion de présérie.
  - Britten-Norman Trislander Mk.2 : Désignation de la deuxième version de série, dotée d'un nez rallongé.
  - Britten-Norman Trislander Mk.3 : Désignation de la troisième version de série, extérieurement identique au Mk.1 mais doté d'une avionique améliorée.
  - Britten-Norman Trislander Mk.4 : Désignation de la quatrième version de série, extérieurement identique au Mk.1 mais destiné à opérer sur des terrains sommaires.
  - Britten-Norman Military Trislander : Désignation d'une version destinée au transport militaire, mais demeurée à l'état de prototype, réalisé à partir de l'avion de présérie.

## Sources

### Sources bibliographiques
- Michel Marmin, Encyclopédie "Toute l'aviation", Editions Atlas, 1993.
- (en) Stewart Wilson, Airliners of the world, Fyshwick, Australia, Aerospace Publications, 1999, 176 p. (ISBN 1-875671-44-7).
- Jacques Legrand, Chronique de l'aviation, Paris, Éditions Chronique, 1991 (ISBN 2-905969-51-2).
- Léo Marriott (trad. de l'anglais), 80 ans d'aviation civile, Boulogne, ETAI, 1997, 224 p. (ISBN 2-7268-8403-2 et 978-2-726-88403-4).
- Le grand atlas de l'aviation, Évreux, Editions Atlas, 1994, 431 p. (ISBN 2-7312-1468-6).

### Sources web
- Page du Trislander sur Aeroweb.
- (en) Page du Trislander sur Bush-Planes.